# Акбулак (Байдибекский район)
Акбулак (каз. Ақбұлақ) — село в Байдибекском районе Туркестанской области Казахстана. Входит в состав Мынбулакского сельского округа. Код КАТО — 513659200.

## Население
В 1999 году население села составляло 165 человек (84 мужчины и 81 женщина). По данным переписи 2009 года, в селе проживали 162 человека (79 мужчин и 83 женщины).